# ヴィルヘルム・マイスターの遍歴時代
『ヴィルヘルム・マイスターの遍歴時代』（ヴィルヘルム・マイスターのへんれきじだい、独: Wilhelm Meisters Wanderjahre）は、ゲーテの長編小説。完成版は1829年に刊行。
『ヴィルヘルム・マイスターの修業時代』の続編で「諦念の人々」（die Entsagenden）の副題を持つ。
前作「修業時代」を終えた、ヴィルヘルム・マイスターが、妻ナターリエを置いて息子フェーリクスとともに各地を遍歴し、様々な人に出会い感化を受けるという内容である。途中、フェーリクスはユートピア的な「教育州」に預けられ、最終的にヴィルヘルムはそこを出たフェーリクスおよび妻ナターリエ、また「修業時代」の仲間たちとともに新天地アメリカへと旅立っていく。もっとも今作ではかなり自由な構成が取られており、上記を主筋として独立した短編として読めるいくつもの挿話や箴言集、登場人物間の手紙などによってたびたび物語の進行が中断されている。
ゲーテは『修業時代』執筆時に、続編を書く意図はなかったが、シラーから修業時代を終えたヴィルヘルム・マイスターはどこへ行くのだろうかと問われたことをきっかけにして本作が着手され、途中1821年に初稿が『ヴィルヘルム・マイスターの遍歴時代 第一部』として刊行されたのち、全面的な改稿を経て1829年に出版された。副題の「諦念」は個人の才能の全面性に対する諦念の謂いであり、18世紀の多面的教養主義から脱却した新しい時代に対する認識、すなわち個人としての人間は不十分な存在であり、一つの秀でた職能を身につけることによって社会に参画すべきものであるという作品全体の理念を示している。しかし本作は散漫な構成や描写の冗長さ、人物の不明確さなどのために発表時は批判の声が多く上がった。

### 関連文献
- 『ウイルヘルム・マイスターの遍歴時代』 山下肇訳「ゲーテ全集 6」人文書院、1962年
- 『ヴィルヘルム・マイスターの遍歴時代』 登張正實訳「ゲーテ全集 8」潮出版社、1981年、新装版2003年
- 登張正實 『ゲーテ『ヴィルヘルム・マイスターの遍歴時代』』郁文堂、1986年